# Biespokojnyj (1913)
Biespokojnyj – rosyjski, a następnie sowiecki okręt wojenny w składzie Floty Czarnomorskiej w latach 1913–1933.

## Historia
Okręt został zbudowany w Czarnomorskich Zakładach Okrętowych w Mikołajowie w latach 1912-1913. Reprezentował niszczyciele typu "Nowik". Po wybuchu I wojny światowej przepłynął do Sewastopola. 1 października 1914 r. wszedł w skład 1 dywizjony brygady minowej Floty Czarnomorskiej. Pierwsze bojowe wyjście w morze nastąpiło 22 października tego roku, kiedy okręt wraz z pozostałymi niszczycielami dywizjonu postawił zagrodę minową w rejonie Bosforu, a następnie ostrzelał miasto Zunguldak. Do końca 1914 r. okręt jeszcze 7 razy wypływał pod wybrzeże tureckie w celu ostrzeliwania różnych celów, stawiania min morskich i przeciwdziałania żegludze kabotażowej. W 1915 r. "Biespokojnyj" odbył 11 misji bojowych, podczas których zatopił ok. 90 statków i okrętów różnych typów. Dwa razy doszło do starć z tureckimi lekkimi krążownikami "Midilli" i "Yavuz Sultan Selim" (niemieckie okręty "Breslau" i "Goeben" na służbie tureckiej). W 1916 r. "Biespokojnyj" 14 razy wypływał w morze, zatapiając ok. 70 statków i okrętów. 27 sierpnia tego roku podczas powrotu z misji minowej wraz z niszczycielem „Gniewnyj” okręt wpadł na 2 miny w rejonie rumuńskiego portu Konstanca. Nie mogąc powrócić do macierzystego portu, "Biespokojnyj", holowany przez trałowiec Nr 241, przeszedł do Konstancy, gdzie przeszedł doraźny remont. W dniach 3 - 6 września odholowano go do Mikołajowie. Remont niszczyciela trwał do czerwca 1917 r. Po jego ukończeniu okręt nie powrócił już do czynnej służby wojskowej. 16 grudnia tego roku obsadzili go bolszewicy. Po ogłoszeniu 25 kwietnia 1918 r. ultimatum przez Niemców o przekazaniu im okrętów Floty Czarnomorskiej, "Biespokojnyj" wraz z częścią okrętów uszedł do Noworosyjska. Kiedy powrócił do Sewastopola 19 czerwca, został przejęty przez Niemców. Po odejściu wojsk niemieckich z Krymu w grudniu, okręt przeszedł pod kontrolę Francuzów, otrzymując numer "R.1". Podczas służby pod banderą francuską doszło do awarii napędu. Od sierpnia 1919 r. "Biespokojnyj" służył we Flocie Czarnomorskiej Białych. W lutym-marcu 1920 r. uczestniczył w walkach w rejonie Noworosyjska i Tuapse. Pod koniec marca tego roku brał udział ewakuacji żołnierzy z Noworosyjska do Sewastopola. W sierpniu wspierał z morza ogniem artyleryjskim wojska Białych w rejonie Kercza. 15 września wpadł na minę, postawioną przez okręty bolszewickie, ale nie poniósł większych strat. 14 listopada w składzie Rosyjskiej Eskadry opuścił Krym, w Gallipoli wysadził na brzeg ewakuowanych żołnierzy, po czym pod koniec grudnia przybył do Bizerty. 29 października 1924 r. okręt formalnie został przekazany Sowietom, ale faktycznie do 1933 r. stał w porcie w Bizercie, kiedy został oddany na złom.

## Dowódcy
- kpt. 1 rangi Aleksandr W. Zarudny (październik 1913 - marzec 1915)
- kpt. 2 rangi Siergiej A. Bierch (marzec - grudzień 1915)
- kpt. 1 rangi Aleksandr I. Tichmieniew (grudzień 1915 - marzec 1917)
- starszy lejtnant Jakow W. Szramczenko (marzec - grudzień 1917)
- starszy lejtnant Maksim A. Łazariew (1918-1919)
- kpt. 2 rangi W. P. Romanowski (1920)